# E26

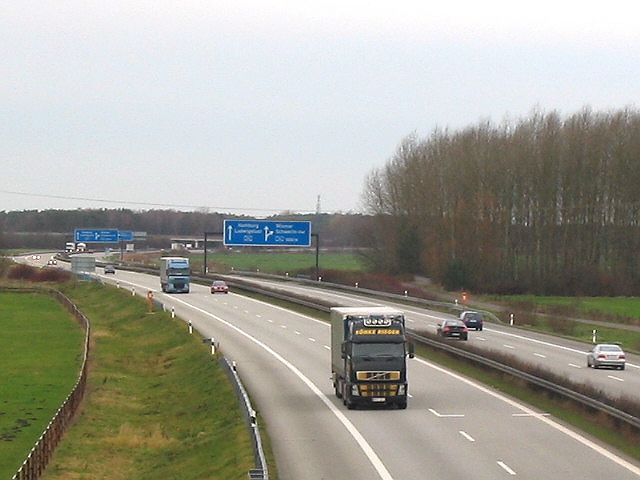
E26/A24 utanför Schwerin.

E26 eller Europaväg 26 är en 277 kilometer lång europaväg som går mellan Hamburg och Berlin i Tyskland.

## Sträckning
Hamburg - Schwerin - Berlin
E26 följer A24 större delen av sträckan, men efter en dryg mil på ringleden runt Berlin (A10) följer den istället A111 in mot centrum av Berlin.

## Standard
Motorväg hela sträckan.

## Anslutningar
- E22
- E55
- E251
- E51
- E28